# Édouard Grenier
Pour les articles homonymes, voir Grenier (homonymie).
Édouard Grenier, né le 20 juin 1819 à Baume-les-Dames (Doubs) où il est mort le 4 décembre 1901, est un homme de lettres, poète, diplomate français et un fidèle ami de Lamartine. Il est le frère de Claude Jules Grenier et oncle du médecin-député Philippe Grenier par son frère Alexandre-Hippolyte.

## Biographie

### Vie du diplomate
Entré dans la carrière diplomatique après avoir été surnuméraire de la Régie de l'enregistrement et des Domaines, il est chargé de mission à Berlin, puis secrétaire d'ambassade à Berne sous la Deuxième République. Il démissionne de ce poste lors du coup d'État du 2 décembre 1851. En 1854, il se rend en Moldavie pour devenir le secrétaire personnel de l'hospodar Grigore Alexandru Ghica. Muni d'une lettre d'introduction de Mérimée, il rencontre le poète Vasile Alecsandri, avec qui il entretient par la suite une longue correspondance.
Après son retour en France, il publie son premier poème, La Mort du juif-errant, en 1857, et ne se consacre plus dès lors qu'à la poésie, et s'installe dans le faubourg Saint-Germain.

### Œuvre
Auteur de nombreux longs poèmes qui lui attirent l'estime du monde des arts et des lettres et dont plusieurs sont couronnés par l'Académie française, il contribue au Parnasse contemporain et collabore à La Revue des Deux Mondes et à La Revue blanche.
En 1876, il brigue le fauteuil laissé vacant par Henri Patin à l'Académie française, mais se fait devancer par l'historien Gaston Boissier, ne recueillant que sept votes. À la mort du Président Lincoln, il consacre un poème dont le New York Times se fait l'écho.
Longtemps, ses poèmes ont figuré dans les anthologies de l'époque, mais sont aujourd'hui oubliés, à l'exception des poèmes Fata Libelli et Prélude à l'Elkovan. Édouard Grenier reste connu pour sa traduction du Roman de Renart de Goethe. Ses Souvenirs littéraires, dans lesquels il évoque ses rencontres dans les salons avec, entre autres, Lamartine, Heine, Charles Nodier, Musset, George Sand, Mérimée et Sainte-Beuve, restent un témoignage vivant de son temps. Il entretient une correspondance suivie avec la romancière Pauline Caro.

## Jugements
- Jules Lemaître

M. Édouard Grenier a fait des vers toute sa vie et il a publié les premiers à trente-sept ans. Et, sauf un petit nombre de pièces qu'il a réunies sous ce titre : Amicis, il n'a composé que de grands poèmes, épiques, philosophiques, mystiques, symboliques, tragiques. Il a écrit la Mort du Juif errant, qui fait songer à Edgar Quinet et à Lamartine ; l'Elkovan, une histoire d'amour qui fait surtout penser à Musset ; le Premier jour de l'Éden, qui rappelle Milton et Alfred de Vigny ; Prométhée délivré, qui évoque les noms d'Eschyle et de Shelley ; Une vision qui évoque celui de Dante ; et Marcel, poème en dix chants, et Jacqueline, tragédie historique en cinq ou six mille vers. Il a porté dans sa tête et dans son cœur les plus belles pensées, les plus vastes imaginations, les conceptions les plus grandioses. Chacune de ses œuvres est un de ces rêves où l'on s'enferme et où l'on vit des mois et des ans, comme dans une tour enchantée.
Toute la grande poésie romantique se réfléchit dans ses vers, non effacée, mais adoucie, comme dans une eau limpide et un peu dormante.
- Émile Faguet

Tel, à son ordinaire, M. Édouard Grenier, un peu Régence, un peu Chénier, un peu Bernardin, mélange agréable de toutes les élégances un peu apprêtées, et de toutes les tendresses un peu affinées en gentillesse mondaine du siècle le plus aimable et le plus aimant, à sa manière, qui se soit vu.
- Juliette Adam

Edouard Grenier, le délicat poète, le républicain convaincu, le plus fidèle ami de Lamartine, était aussi un fidèle de Mme d'Agoult. On l'appelait la « chronique vivante » ; il savait tout et toutes choses ; il avait tout vu et tout lu, et il contait adorablement, donnant à ses auditeurs le sens exact des petits faits et des grands événements, à ce point qu'Edmond Texier disait : « Tout jugement et tout fait qui n'ont pas passé par la bouche d'Edouard Grenier n'ont pas conquis leur notoriété parisienne et n'ont pas leur proportionnalité. »

## Le premier jour de l'Éden
Regarde ! dans les cieux que sa lumière inonde
Le soleil rayonnant sur notre jeune monde
Pénètre au loin les airs de son regard de feu,
Comme un vivant reflet de la splendeur de Dieu.
Tout s'anime ; chaque être a frémi d'allégresse
Et boit, en respirant, la vie avec ivresse.
Sur nos fronts, au-dessus de l'air calme et profond,
Comme un fleuve muet, immobile et sans fond,
Le ciel de tous côtés enveloppant la terre
Partout pour horizon lui donne le mystère.
Sur sa courbe infinie et d'un bleu transparent
L'arbre détache en vert son feuillage odorant,
Et plongeant dans le sol ses pieds couverts de mousse
Fait flotter sur la terre une ombre fraîche et douce.
La brise en murmurant passe et courbe les fleurs.
Tout est plein de rayons, de parfums, de couleurs,
Et le fleuve sacré dont les eaux fugitives
Viennent en frissonnant baiser l'herbe des rives
Roule, et dans son flot clair, frais et silencieux
Reflète le soleil, les grands bois et les cieux.

## Publications
Poésies
- La Mort du juif-errant, poème (1857)
- Petits poèmes (1859), couronné par l'Académie française.
- Prométhée délivré (1859)
- Poèmes dramatiques : Stéphen. In excelsis. Le premier jour de l'Éden. Prométhée délivré (1861)
- Amicis (1868)
- Séméïa (1870)
- Helvétia; hymne à la Suisse (1877)
- Poèmes épars (1889) : Le Voyage. La Bigolante. À une morte. À une vivante. Sonnets.
- Poésies complètes (2 volumes, 1882-1891)
- Œuvres : (1) Petits poèmes. Poèmes dramatiques (2) Amicis. La Mort du président Lincoln. Séméia. Marcel (3) Francine. Poèmes épars. Rayons d'hiver. Fleurs de givre (3 volumes, 1895-1902)
- Vers Inédits : communication faite à la société académique de l'Oise, 1903

Théâtre
- Annibal à Capoue, drame en 3 actes et en vers (1862)
- Jacqueline Bonhomme (1789-1800), tragédie moderne (1878)
- Francine (1884)
- Rayons d'hiver (1886)
- Théâtre inédit : La Fiancée de l'ange, Métella. Cédric XXIII. Prologue de Julien l'Apostat (1889)
- Aphonide et Pyrgos, tragédie en 3 actes et en vers (1896)

Romans
- Marcel (1875)

Pensées
- Penseroso, réflexions et maximes (1886)

Souvenirs
- En Moldavie, 1855-1856 (1894)
- Souvenirs littéraires (1894) Texte en ligne
- Chants d'un patriote (1900)

Traduction
- Goethe : Le Renard (1857) Texte sur Wikisource

Correspondance
- Vasile Alecsandri, La France jugée à l'étranger (1855-1885). Lettres inédites du poète roumain Basile Alecsandri à Édouard Grenier, publiées avec une introduction et des notes par Georges Gazier, H. Champion, Paris, 1911

## Critique
- Le poète Edouard Grenier, Charles Baille, 1903
- Edouard Grenier et ses correspondants, Gérard Gazier, 1910.

## Prix
- Prix de poésie de l’Académie française 1867 pour La Mort du président Lincoln[6].
- Prix de poésie de l'Académie française 1869 pour Séméia[6].
- Prix Vitet de l’Académie française 1878